# 도쿄 국립경기장 (1958년)
국립 경기장(일본어: 国立競技場 고쿠리쓰쿄기조[*])은 일본 도쿄도 신주쿠구의 스포츠 컴플렉스인 국립 가스미가오카 경기장에 위치한 다목적 경기장이다. 다른 국립 경기장과 구분을 위해 필요할 때 등등 국립 가스미가오카 육상 경기장(일본어: 国立霞ヶ丘陸上競技場)이라고도 부른다. 1958년에 완공되었으며 1958년 아시안 게임과 1964년 하계 올림픽이 개최되었다. 또한 1980년부터 2001년까지 인터콘티넨털컵 일명 도요타컵 축구 대회가 열린 경기장이기도 하다.
현재 이곳을 홈 구장으로 사용하는 스포츠 팀은 없지만, 보통 일본 축구 국가대표팀과 일본 럭비 국가대표팀이 사용하는 경우가 많다. 잉글랜드 런던의 웸블리 경기장처럼 중립 지대에서 열리는 J리그 경기가 필요한 경우에 사용되기도 한다. 매년 1월 1일 천황배 전일본 축구 선수권 대회는 관례적으로 이곳에서 열린다. 또한 일본 고등학교 축구의 성지로서, 전국 고등학교 축구 선수권 대회의 개막전과 결승전도 이곳에서 열린다. 그 때문에 일본 야구에서 고시엔 경기장과 같은 의미를 지니고 있다.
2014년 초부터 2020년 도쿄 하계 올림픽 준비를 위해 폐쇄되었으며, 2016년 12월부터 도쿄 국립경기장으로의 재건축 공사가 진행하였다.

## 역사
원래 메이지 신궁의 외원 경기장(明治神宮外苑競技場 메이지진쿠가이엔쿄우기죠우[*])이 이곳에 있었으나, 1958년 아시안 게임과 1964년 하계 올림픽 개최를 앞두고 국가에 양도되었다. 그 후, 일본의 각종 육상, 축구, 럭비 경기가 열려 일본 스포츠의 상징과 같은 곳으로 자리매김 해왔다.
하지만, 50여 년간 사용하면서 경기장 시설이 노후하고, 2002년 FIFA 월드컵 등 각종 대회의 요구 수준을 충족시키지 못하는 경우가 생기면서 큰 대회의 경우엔 요코하마 국제 종합 경기장 등에 양보하는 사례가 많았다. 1980년부터 인터콘티넨털컵(도요타컵)이 이 곳에서 열렸는데, 겨울철 잔디 생육 문제나 경기장 시설로 인해 참가 팀들의 불만이 많았다. 하지만 1991년 도쿄에서 열린 세계 육상 선수권 대회를 앞두고 대대적인 보수 공사를 실시하고 한지형 잔디를 생육하여 축구팀들의 신뢰를 어느 정도 되찾을 수 있었다.

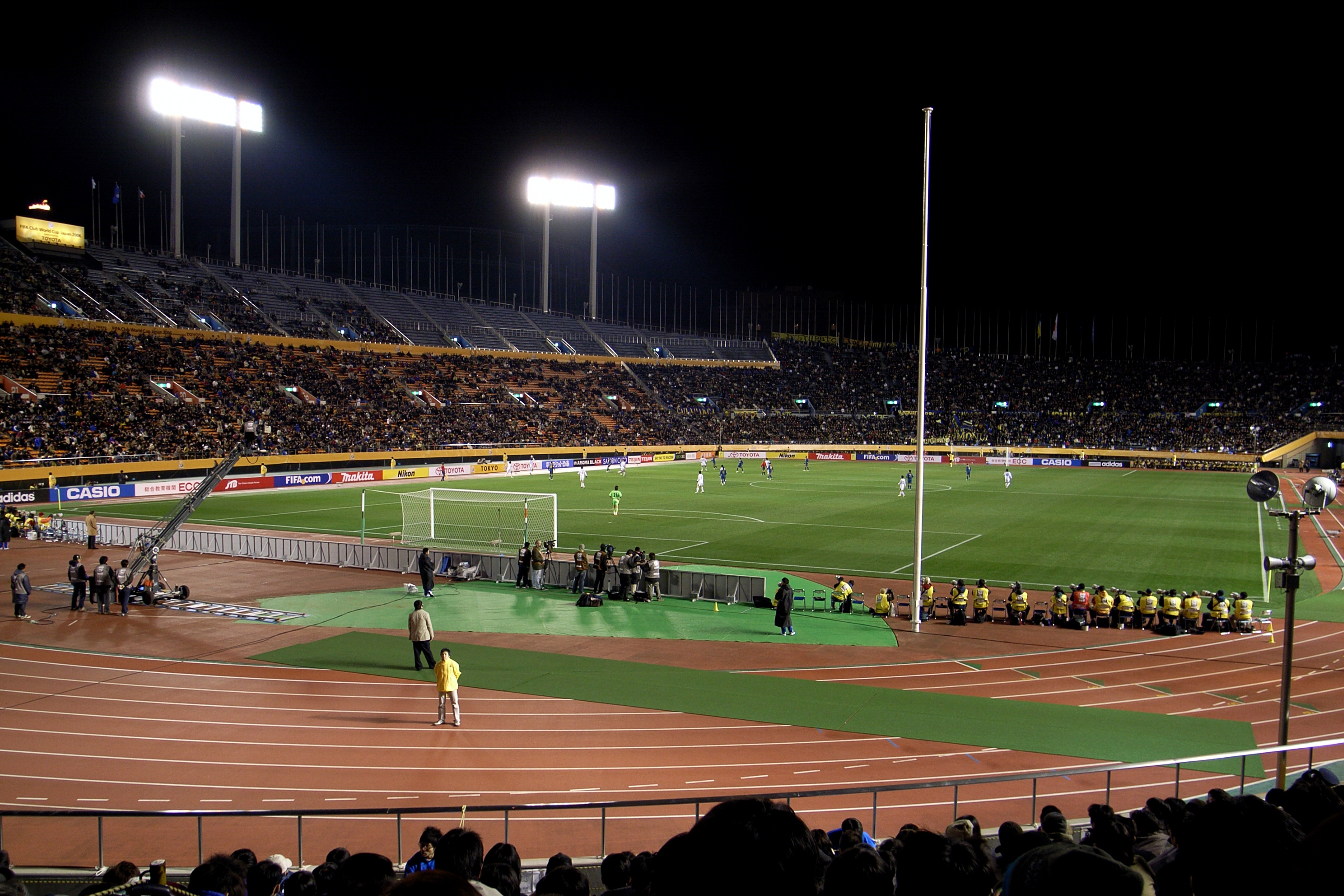
2006년 FIFA 클럽 월드컵, 전북 현대와 클럽 아메리카의 경기

2006년 FIFA 클럽 월드컵 당시 몇몇 경기는 이곳에서 치러지기도 했다.

## 주요 스포츠 대회 및 행사
- 일본 육상 경기 선수권 대회(최근에는 지방 순환 개최가 많다)
- 일본 학생 육상 경기 학교 대항 선수권 대회
- 도쿄 국제 여자 마라톤
- 일본 축구 국가대표팀 평가전(A매치, 올림픽 평가전 등)
- 일본 슈퍼컵(제록스 슈퍼컵)
- J리그 컵(야마자키 나비스코컵) 결승
- 천황배 전일본 축구 선수권 대회 준결승 1경기, 결승전
- 전일본 여자 축구 선수권 대회 결승전
- 전일본 대학 축구 선수권 대회 결승전
- 전국 고등학교 축구 선수권 대회 개막전, 준결승, 결승전
- 전국 대학 럭비 풋볼 선수권 대회 준결승, 결승전
- 간토 대학 럭비 대항전 : 와세다 대학 대 메이지 대학(早明戦, 조명전)

### 과거의 주요 스포츠 대회 및 행사
- 1958년 : 제3회 도쿄 아시안게임
- 1964년 : 제18회 도쿄 올림픽
- 1967년 : 제5회 하계 유니버시아드
- 1981년 - 2001년 : 인터콘티넨털컵 (2002년부터 요코하마 국제종합경기장에서 개최)
- 1983년 - 1989년 : 라이스볼 (1990년부터 도쿄돔에서 개최)
- 1985년 : 국제 청년의 해 기념 『ALL TOGETHER NOW by LION』(사상 최초의 음악 콘서트)
- 1991년 : 제 3회 세계 육상 선수권 대회
- 1993년 : J리그 개막전(요미우리 베르디와 닛산 FC 요코하마 마리노스)
- 1996년 : 루치아노 파바로티, 플라시도 도밍고, 호세 카레라스 세계 3대 테너 콘서트(사상 유일한 테너 콘서트)
- 1998년 : 1000만 명 라디오 체조제 중앙 대회(NHK와 우정성 간이보험국, 전국라디오 체조연맹 주최, 라디오 체조 탄생 70주년 기념)
- 2002년 : 프로레슬링·격투기 이벤트 『Dynamite! 사상 최대의 격투기 월드컵』
- 2003년 : 재팬 럭비 톱리그 개막전
- 2005년 - 2008년 : FIFA 클럽 월드컵
- 2005년 : 『SMAPとイク? SMAP SAMPLE TOUR FOR 62 DAYS』(사상 최초의 단독 콘서트)
- 2006년 : 『Pop Up！SMAP－飛びます!トビ出す!トビスマ？TOUR2006』(SMAP의 CD 데뷔 15주년 기념)
- 2006년 : 『GOAL! 재팬 프리미어』
- 2007년 : 『사상 최강의 이동 유원지 DREAMS COME TRUE WONDERLAND 2007』
- 2008년 : JOMO컵 한일 프로축구 올스타전
- 2008년 : 『Arashi marks ARASHI AROUND ASIA 2008』
- 2009년 : 『ARASHI Anniversary Tour 5X10』(사상 최초 3일 연속 공연)
- 2009년 : AFC 챔피언스리그 2009 결승전 포항 스틸러스(대한민국)와 알 이티하드(사우디 아라비아)
- 2010년 : AFC 챔피언스리그 2010 결승전 성남 일화 천마(대한민국)와 조브 아한(이란)
- 2010년 : 『ARASHI 10-11 TOUR Scene ~君と僕の見ている風景~ STADIUM』(사상 최초 4일 공연)
- 2011년 : 『ARASHI　LIVE TOUR　Beautiful World』
- 2012년 : 『L'Arc~en~Ciel 20th L'Anniversary WORLD TOUR 2012 THE FINAL LIVE at 국립 경기장』(록 밴드그룹 최초의 단독 콘서트)
- 2012년 : 『ARASHI アラフェス NATIONAL STADIUM 2012』
- 2013년 : 『ARASHI アラフェス NATIONAL STADIUM 2013』(사상 최다 횟수의 단독 콘서트)
- 2014년 : 『모모쿠로 봄의 일대사 2014 국립 경기장대회 ~NEVER ENDING ADVENTURE 꿈의 저편에~』(여성그룹 최초의 단독 콘서트, 최연소 기록<18.6세>, 데뷔로부터 최단 기록<약 3년 10개월>)
- 2014년 : 『L'Arc~en~Ciel LIVE 2014 at 국립 경기장』(사상 최다 관중 동원 기록, 하루에 8만 명씩, 이틀 동안 16만 명 동원)
- 2014년 : 『AKB48 단독 & 그룹 봄콘 in 국립 경기장 ~추억은 이곳에 전부 버려!~』(오오시마 유코 졸업 콘서트)

## 기록

### 한일대학 대항전
| 날짜            | 팀 1 | 스코어 | 팀 2     | 라운드 |
| --------------- | ---- | ------ | -------- | ------ |
| 1998년 4월 12일 | 일본 | 0 - 1  | 대한민국 |        |
| 1999년 4월 11일 | 일본 | 0 - 1  | 대한민국 |        |
| 2002년 4월 7일  | 일본 | 3 - 2  | 대한민국 |        |
| 2003년 4월 6일  | 일본 | 0 - 1  | 대한민국 |        |

### 2000년 인터콘티넨털컵
| 날짜             | 팀 1          | 스코어 | 팀 2          | 라운드 |
| ---------------- | ------------- | ------ | ------------- | ------ |
| 2000년 11월 28일 | 레알 마드리드 | 1 - 2  | 보카 주니어스 |        |

### 2001년 인터콘티넨털컵
| 날짜             | 팀 1          | 스코어 | 팀 2          | 라운드 |
| ---------------- | ------------- | ------ | ------------- | ------ |
| 2001년 11월 27일 | 바이에른 뮌헨 | 1 - 0  | 보카 주니어스 |        |

### 2008 조모컵
| 날짜           | 팀 1         | 스코어 | 팀 2         | 라운드 |
| -------------- | ------------ | ------ | ------------ | ------ |
| 2008년 8월 2일 | J리그 올스타 | 1 - 3  | K리그 올스타 |        |